# Mel Wesson
Mel Wesson (* 12. Februar 1958 in London) ist ein britischer Filmkomponist. Er gilt als Spezialist für elektronische Musik und Musikdesign.

## Biografie
Bekannt wurde Mel Wesson mit Arbeiten für Film, Werbung und Fernsehen in England und den USA.
Im Jahr 2000 arbeitete er als Musiker im Media-Ventures-Studio von Hans Zimmer für den Film Mission: Impossible II. 2002 komponierte er erstmals für einen Film ergänzende Musik für Spirit – Der wilde Mustang.

## Filmografie
Komponist „additional music“
- 2002: Spirit – Der wilde Mustang (Spirit – Stallion of the Cimarron)
- 2005: Batman Begins
- 2006: Das Gesicht der Wahrheit (Freedomland)
- 2007: Das Mädchen aus dem Wasser (Lady in the Water)

Designer „ambient music“
- 2001: Black Hawk Down
- 2001: Hannibal
- 2003: Michael Bay’s Texas Chainsaw Massacre (The Texas Chainsaw Massacre)
- 2005: King Kong
- 2005: Die Insel (The Island)
- 2005: Ring (The Ring Two)
- 2006: Pirates of the Caribbean – Fluch der Karibik 2 (Pirates of the Caribbean: Dead Man’s Chest)
- 2006: The Da Vinci Code – Sakrileg (The Da Vinci Code)
- 2007: Transformers
- 2007: Pirates of the Caribbean – Am Ende der Welt (Pirates of the Caribbean: At World’s End)
- 2007: Blood Diamond
- 2007: Texas Chainsaw Massacre: The Beginning

Arrangeur
- 2002: Beat the Devil
- 2003: Fluch der Karibik (Pirates of the Caribbean: The Curse of the Black Pearl)
- 2004: King Arthur
- 2004: Mann unter Feuer (Man on Fire)
- 2005: Die Dolmetscherin (The Interpreter)

Programmierer
- 2002: Nicht auflegen! (Phone Booth)
- 2007: Die Regeln der Gewalt (The Lookout)

Musiker
- 2000: Mission: Impossible II